# Gilbert Buatere
Gilbert Buatère, nacido alrededor del 985 y fallecido el 1 de octubre de 1018, fue uno de los primeros aventureros normandos en irrumpir en el Mezzogiorno. Era el hijo mayor del pequeño pero adinerado señor de la urbe de Carreaux, cerca de Avesnes-en-Bray en la región de Ruan. Carreaux da a su familia, los Drengot, el nombre alternativo de "de Quarrel".
Según ciertas fuentes, en el año 1016, su hermano Osmond, o quizá incluso el mismo Gilbert, asesinara a un tal William Repostel, familiar del duque Ricardo II de Normandía, en venganza. No obstante, el duque le perdonaría la vida, pero terminaría exiliándolo. Tras esto, Osmond y sus cuatro hermanos; Gilbert, Asclettin, Ralph y Ranulfo, viajarían al Mediterráneo para apoyar a Melo de Bari y a Guaimario III de Salerno en el esfuerzo lombardo de oponerse a las ambiciones bizantinas en Italia. 
En 1018, 250 caballeros normandos bajo el mando de Gilbert lucharon contra el general griego Basilio Boioanes en la Batalla de Cannae, que resultaría una derrota aplastante para los normandos donde además morirían Gilbert y su hermano Osmond. De entre los caballeros, solo diez sobrevivirían a la batalla.